# J'irai où tu iras (chanson)
Pour les articles homonymes, voir J'irai où tu iras.
 (septembre 2018).
J’irai où tu iras est une chanson pop rock sortie le 27 mars 1995 de l’album D’eux de Céline Dion.
Elle est écrite et composée par Jean-Jacques Goldman, et interprétée en duo par les deux artistes.
La chanson a été produite par Sony Music Entertainment (Canada) inc.
Céline Dion a interprété la chanson à plusieurs reprises lors de ses concerts. Elle l’a chantée également en duo avec Garou.
Jean-Jacques Goldman a également accompagné Céline Dion lors d'une de ses tournées mondiales sur la scène de Paris pour interpréter la chanson.
Le titre resta à la 14e place de la Quebec Airplay Chart pendant 14 semaines en 1996.